# Katsurō Hara

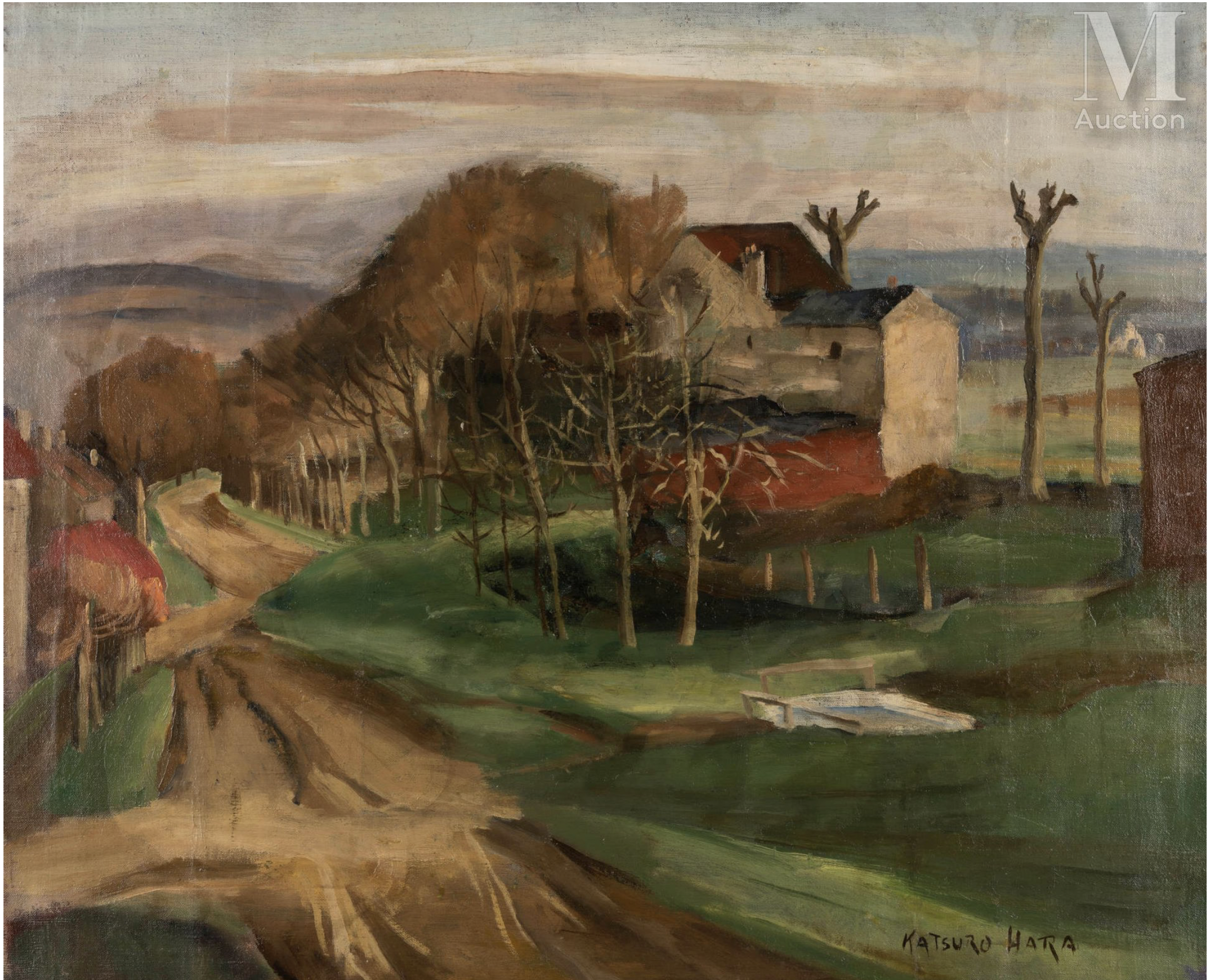
Katsurō Hara (1889-1966), Wejście do wioski. Olej na płótnie, 53 x 65 cm.

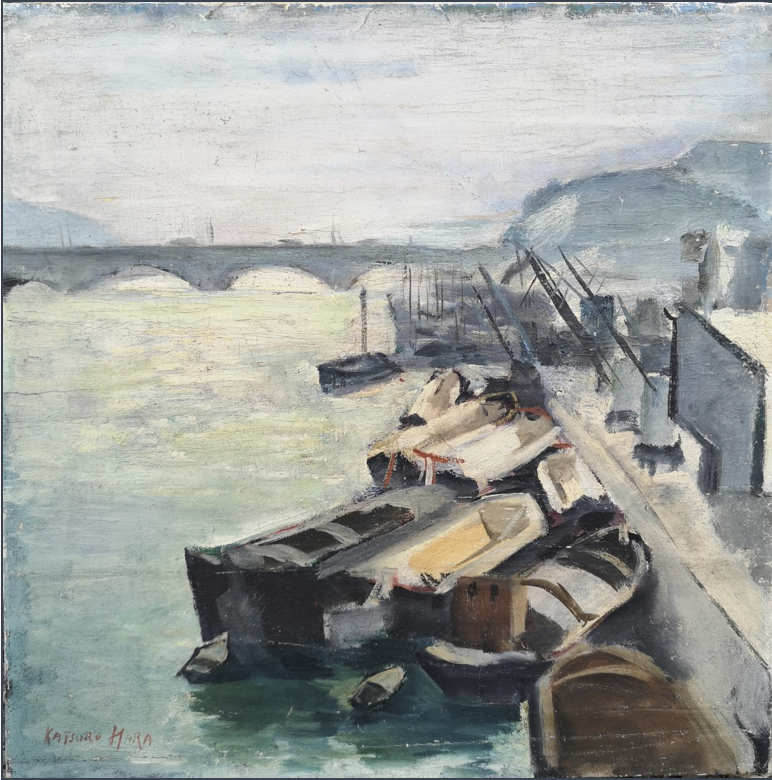
Katsurō Hara (1889-1966), Bulwary nad Sekwaną. Olej na płótnie, 45 x 45 cm.

Katsurō Hara (jap. 原勝郎 Hara Katsurō; ur. 4 czerwca 1889 w Yamatake-gun, zm. 16 lipca 1966 w Tokio) – japoński malarz, członek salonu Shinju-kai oraz stowarzyszenia malarstwa w stylu zachodnim Hakuba-kai. Należał do drugiego pokolenia malarzy po okresie Meiji, kiedy to postanowiono, że Japonia przyjmie wszystkie zasady cywilizacji zachodniej, co w zakresie sztuk plastycznych oznaczało wybuch entuzjazmu wobec sztuki zachodniej. Katsurō Hara był jednym z najwybitniejszych pejzażystów Salonu Jesiennego (Salon d’Automne) w Paryżu.  

## Życiorys
Katsurō Hara urodził się 4 czerwca 1889 r. w Yamatake-gun, w prefekturze Chiba. W 1918 r. wyjechał na Hawaje jako ilustrator a następnie, w 1920 r., do USA. W 1922 przeniósł się do Paryża, gdzie od 1924 r. do 1939 r. corocznie wystawiał na Salon d'Automne. Jego prace wystawiane były również w Salonie Niezależnych (1925 r.), Salonie des Tuileries (1927 r.), w Galerii Royale w Antwerpii (1935 r.), czy Galerii Roger w Paryżu w 1937 r. W grudniu 1939 r., w związku z II wojną światową, powrócił do Japonii. Po wojnie został zaproszony do salonu Shinju-kai i uczestniczył jako członek od trzeciej wystawy w 1949 r., po czym wystawiał tam swoje prace corocznie. W 1966 roku na 20. wystawie Shinju-kai pokazano pośmiertnie dziewięć z jego dzieł, w tym kilka ostatnich obrazów. Katsurō Hara zmarł 16 lipca 1966 roku w swoim domu w dzielnicy Minato w Tokio w wieku 77 lat.

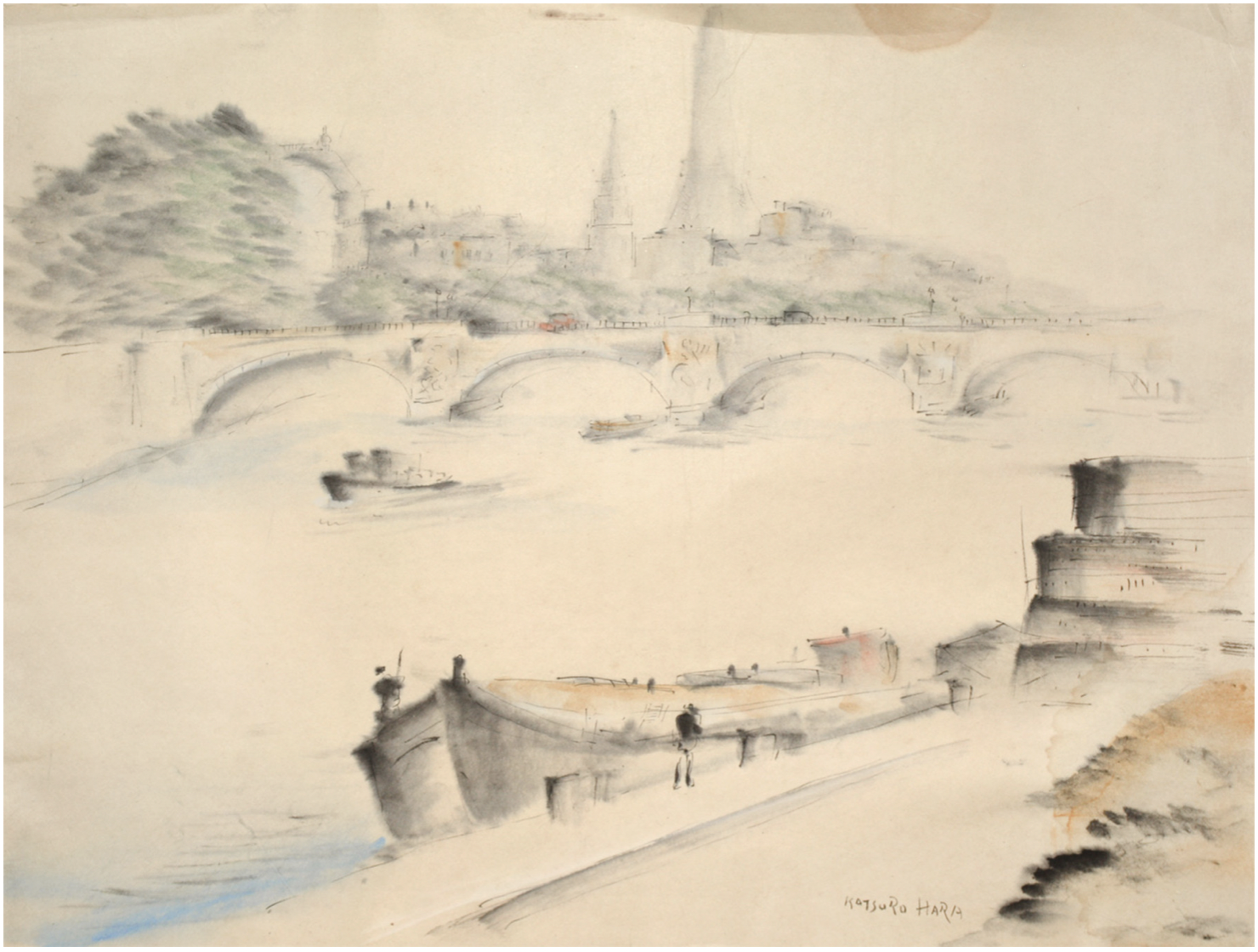
Katsurō Hara, Pewnego dnia nad rzeką. Ok. 1950, 30 x 40 cm.

## Wybrane prace
- Pewnego dnia nad rzeką
- Wejście do wioski (12 wystawa Shinju-kai)
- Bulwary nad Sekwaną
- Dom nad morzem
- Wioska prowansalska
- Pędy bambusa (4 wystawa Shinju-kai, 1950)